# Cortador de galletas

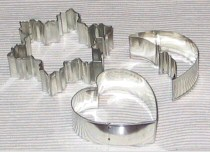
Algunos cortadores de galletas

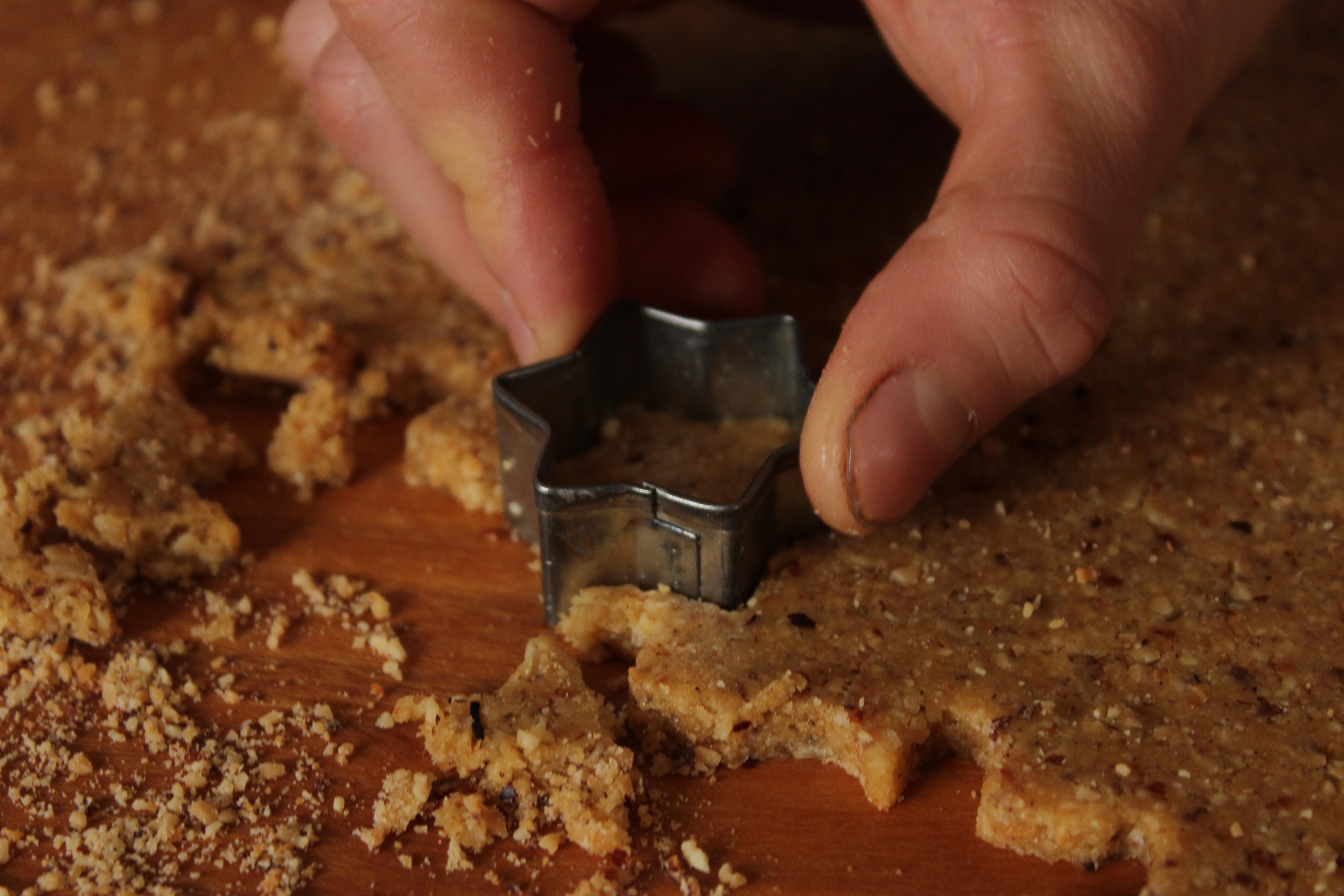
Cortadores de galletas de Navidad

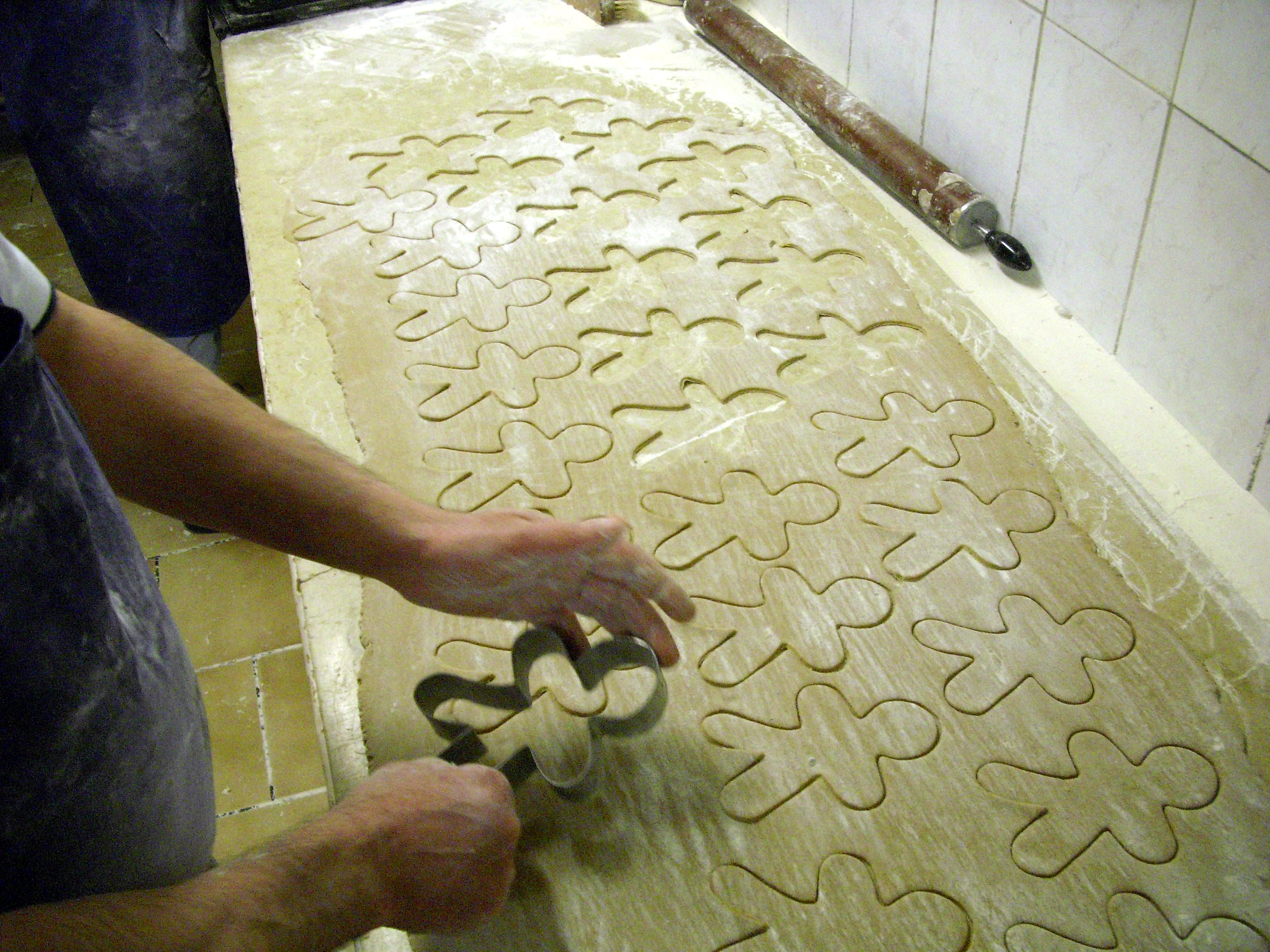
Cortador de galletas en forma de hombre para galletas de jengibre alsacianas, usado en Francia.

Un cortador de galletas o cortapastas es una herramienta para cortar galletas / masa de galletas, con una forma particular.  A menudo se utilizan para ocasiones de temporada cuando se desean formas decorativas conocidas, o para grandes lotes de galletas donde se requiere simplicidad y uniformidad.